# Stockholms Stads Vinskänkarsocietet

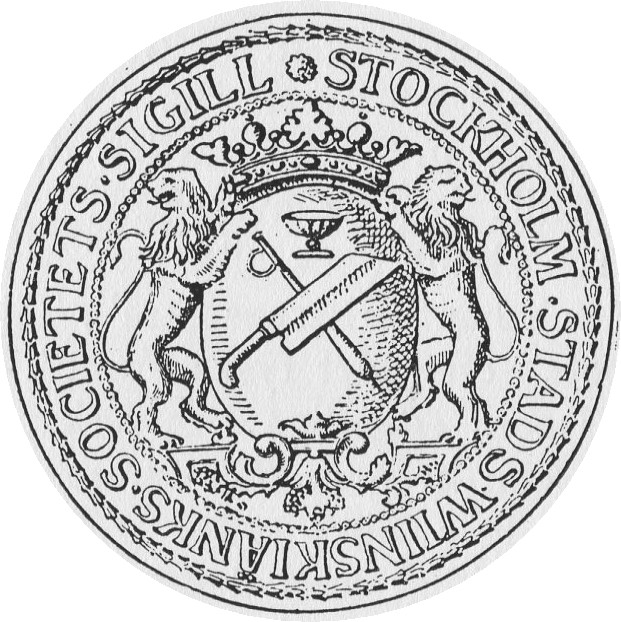
Stockholms stads Vinskänks Societetens Sigill.

Stockholms stads Vinskänkarsocietet var en yrkessammanslutning för Stockholms vinskänkar grundad under första halvan av 1600-talet, exakt årtal är okänt.
Societetens uppgift var att med sina skrårättigheter värna sin näring och få bort vinutskänkare som inte ville ansluta sig till sammanslutningen. Man ville även förhindra konkurrens från värdshus och gårköken som hade lägre status och drevs av traktörer. Som motvikt bildades Traktörsocieteten under 1600-talets slut.
År 1671 hade sammanslutningen 51 medlemmar och antalet steg ständigt. Societeten införde utbildning efter tysk förebild med mästare som utbildade lärlingar. Efter fyra eller fem år kunde en lärling bli gesäll. Gesällen kallades ”kypare” efter lågtyska ordet Küpe (tunna). Därefter kunde gesällen bli mästare med yrkesbeteckningen källarmästare. I början var vinskänkshanteringen begränsad till vin och ”utländska drycker”, men mot slutet av 1600-talet utvidgades rättigheterna till att även omfatta handel med svenskt brännvin.
Först 1702 blev vinskänk en tydlig yrkesgrupp. Verksamheten reglerades av ett reglemente utfärdat av Kommerskollegium den 23 april 1703 och senare av Kungl. Maj:ts reglemente den 25 november 1720. En av de första förordningarna utkom 1703 och gällde skyltningen av vinkällare. Enligt den skulle utskänkningsställen för vin ha en skylt i form av en vinlövskrans med källarens namn på husets fasad. En sådan vinlövskrans finns sedan 1722 ännu kvar på sin plats utanför Den Gyldene Freden i Gamla stan. Skyltningen gick tillbaka till en medeltida tradition där utskänkningsställen för vin markerades med en krans av granris eller löv som hängdes upp på en käpp.
I december 1846 avskaffades skråväsendet i Sverige och Vinskänkarsocieteten fråntogs rätten att hindra den som inte innehade rätt yrkeskunnande att bli vinskänk. Därefter ombildades organisationen till en pensions- och begravningskassa vars reglemente fastställdes av Handelskollegium den 3 april 1849. Pensions- och begravningskassan upphörde den 27 oktober 1898 då antalet delägare hade minskat till sex personer.